# Sotteville-lès-Rouen
Sotteville-lès-Rouen je južno predmestje Rouena in občina v severozahodnem francoskem departmaju Seine-Maritime regije Zgornje Normandije. Leta 1999 je naselje imelo 29.553 prebivalcev.

## Geografija
Kraj leži na levem bregu reke Sene južno od središča Rouena; je njegovo največje predmestje.

## Administracija
Sotteville-lès-Rouen je sedež dveh kantonov:
- Kanton Sotteville-lès-Rouen-Vzhod (del občin Sotteville-lès-Rouen in Saint-Étienne-du-Rouvray: 26.920 prebivalcev),
- Kanton Sotteville-lès-Rouen-Zahod (del občine Sotteville-lès-Rouen: 19.411 prebivalcev).

Oba kantona sta sestavna dela okrožja Rouen.

## Zanimivosti
- cerkev Marijinega vnebovzetja, zgrajena na mestu nekdanje cerkve iz 12. stoletja, je bila med drugo svetovno vojno močno poškodovana, obnovljena sredi 20. stoletja, ko sta ji bila dodana dva nova zvonika.
- cerkev Lurške Matere Božje, pod njo se nahaja grobnica, posvečena spominu padlim francoskim vojakom; steklena okna vsebujejo svetinje z njihovimi portreti.